# Staubbach
El Staubbach es un arroyo de montaña que se encuentra en la zona central-sur de Suiza, cerca de la ciudad de Interlaken. Es famosa su cascada, la Staubbachfall, que se encuentra en proximidades de Berna precisamente en el pueblo de Lauterbrunnen, esta cascada  es una de las más altas de Europa, su salto recorre 299 m.
Dado lo largo del salto y lo reducido del caudal, el agua antes de llegar al suelo se vaporiza en finas gotitas, que a la luz del sol parece un mágico velo, de allí se origina el nombre ya que Staubbach quiere decir “arroyo de polvo”. 